# Cap Otway
Pour les articles homonymes, voir Otway.
Cap Otway est un cap situé au sud de l'État de Victoria en Australie. Il est parcouru par la Great Ocean Road. Une grande partie de la zone est enclavée dans le parc national Great Otway. 

## Histoire
À l'origine, le cap Otway a été habité par le peuple Katabanut ; la preuve de cette occupation réside en la présence de nombreux sambaquis dans la région. 
Le cap a été redécouvert, le 7 décembre 1800, par le lieutenant britannique James Grant qui, naviguant à bord du Lady Nelson, a nommé le lieu Cape Albany Otway en hommage au Capitaine William Albany Otway. Seul le nom Otway est resté. Plus d'un an après, le 31 mars 1802, l'explorateur Nicolas Baudin, naviguant au large, a nommé l'endroit Cap Desaix en souvenir du général Desaix, général de la Révolution française.
En 1846, le gouvernement australien a construit un phare en pierre extraite de la rivière Parker River. Ce phare, mis en service en 1848, a été le deuxième en Australie.  Il est actuellement le plus ancien,. Une station télégraphique a été ajoutée au phare lorsque la Tasmanie a été reliée au continent par une ligne télégraphique sous-marine allant du cap Otway à Launceston, en 1859. Des parties de la région ont également été ouvertes à la libre colonisation. 
Huit bateaux ont été détruits le long de la côte du cap Otway : le Marie (1851), le Sacramento (1853), le Shomberg (1856), le Loch Ard (1878), le Joseph H. Scammell (mai 1891), le Fidji (septembre 1891) et le Casino en 1932. 
Le premier navire américain coulé pendant la Seconde Guerre mondiale, le City of Rayville, a été coulé au large de ce cap par une mine allemande ; les américains ont alors construit un radar (1942) qui est actuellement accessible au public. 
Le phare a été mis hors service en janvier 1994 après avoir eu le plus long fonctionnement continu de toute l'Australie. Il a été remplacé par une lampe à énergie solaire de faible puissance située en face de la tour.